# Chrysobothris multistigmosa
Chrysobothris multistigmosa (лат.) — вид жуков-златок рода Chrysobothris из подсемейства Buprestinae. Длина тела взрослых насекомых (имаго) 15—23 мм, ширина 5—8 мм. Основная окраска коричневато-чёрная с бронзово-медным отливом, пятна на надкрыльях более светлые. Бёдра передних и средних ног с волосками на внутреннем крае. У самцов третий членик антенн треугольный. Пигидиум самок с сильным срединным килем. Обитают в Северной Америке (Мексика и Центральная Америка). Вид был впервые описан под названием Colobogaster multistigmosa Mannerheim, 1837.